# Division Nationale 2022-2023 (pallavolo femminile)
La Division Nationale 2022-2023, 66ª edizione della massima serie del campionato lussemburghese di pallavolo femminile si è svolta dal 1º ottobre 2022 al 30 aprile 2023: al torneo hanno partecipato otto squadre di club lussemburghesi e la vittoria finale è andata per la nona volta, la sesta consecutiva, allo RSR Walfer.

## Regolamento

### Formula
La formula ha previsto: 
- Regular season, disputata con girone all'italiana, con gare di andata e ritorno, per un totale di quattordici giornate: le prime quattro classificate hanno acceduto ai play-off scudetto, mentre le ultime quattro classificate hanno acceduto ai play-out rettrocessione, mantenendo i punti conquistati;
- Play-off scudetto, disputati con:
  - Semifinali e finale, giocate al meglio di due vittorie su tre gare;
  - Finale per il terzo posto, giocata in gara unica.
- Play-out retrocessione, disputati con girone all'italiana, con gare di andata e ritorno, per un totale di sei giornate: l'ultima classificata è stata retrocessa in Division 1; la settima classificata avrebbe dovuto disputare uno spareggio promozione-retrocessione con una delle prime quattro classificate della Division 1 ma nessuna squadra è risultata idonea alla promozione, stante il divieto di partecipazione di più di una squadra dello stesso club.

### Criteri di classifica
Se il risultato finale è stato di 3-0 o 3-1 sono stati assegnati 3 punti alla squadra vincente e 0 a quella sconfitta, se il risultato finale è stato di 3-2 sono stati assegnati 2 punti alla squadra vincente e 1 a quella sconfitta.
L'ordine del posizionamento in classifica è stato definito in base a:
- Numero di vittorie;
- Punti;
- Ratio dei set vinti/persi;
- Ratio dei punti realizzati/subiti;
- Risultati degli scontri diretti[2].

## Squadre partecipanti
| Club       | Stagione | Città       | Impianto                       | Stagione precedente      |
| ---------- | -------- | ----------- | ------------------------------ | ------------------------ |
| 80 Pétange | dettagli | Pétange     | Centre Sportif Bim Diederich   | 6ª in Division Nationale |
| Bartréng   | dettagli | Bertrange   | Centre Sportif Niki Bettendorf | 5ª in Division Nationale |
| CHEV       | dettagli | Diekirch    | Hall omnisports                | 7ª in Division Nationale |
| Echternach | dettagli | Bech        | Hall sportif                   | 1ª in Division 1         |
| GYM        | dettagli | Lussemburgo | Hall Omnisports Cents          | 2ª in Division Nationale |
| Mamer      | dettagli | Mamer       | Hall Sportif Nicolas Frantz    | 4ª in Division Nationale |
| RSR Walfer | dettagli | Walferdange | Hall Omnisports Prince Henri   | Campione di Lussemburgo  |
| Steinfort  | dettagli | Steinfort   | Centre Sportif                 | 3ª in Division Nationale |

## Torneo

### Regular season

#### Risultati
| Prima giornata |                         |     |                            |
|                |                         |     |                            |
| 02-10          | RSR Walfer - Echternach | 3-0 | 25-7, 25-19, 25-8          |
| 01-10          | GYM - CHEV              | 3-0 | 25-16, 25-23, 25-19        |
| 02-10          | Steinfort - 80 Pétange  | 3-0 | 25-16, 25-20, 25-23        |
| 01-10          | Mamer - Bartréng        | 3-1 | 25-17, 25-23, 21-25, 25-16 |

| Seconda giornata |                      |     |                                  |
|                  |                      |     |                                  |
| 08-10            | CHEV - RSR Walfer    | 0-3 | 15-25, 19-25, 16-25              |
| 09-10            | 80 Pétange - GYM     | 1-3 | 14-25, 19-25, 25-23, 11-25       |
| 08-10            | Bartréng - Steinfort | 3-2 | 20-25, 20-25, 25-17, 25-19, 15-7 |
| 08-10            | Echternach - Mamer   | 0-3 | 18-25, 10-25, 10-25              |

| Terza giornata |                         |     |                            |
|                |                         |     |                            |
| 16-10          | 80 Pétange - RSR Walfer | 0-3 | 11-25, 18-25, 17-25        |
| 15-10          | GYM - Bartréng          | 3-1 | 22-25, 25-14, 25-21, 25-15 |
| 15-10          | Steinfort - Mamer       | 0-3 | 12-25, 26-28, 19-25        |
| 15-10          | CHEV - Echternach       | 3-0 | 25-18, 25-21, 25-21        |

| Quarta giornata |                        |     |                                  |
|                 |                        |     |                                  |
| 23-10           | Bartréng - RSR Walfer  | 0-3 | 20-25, 9-25, 17-25               |
| 22-10           | Mamer - GYM            | 2-3 | 17-25, 25-22, 9-25, 25-17, 11-15 |
| 22-10           | Echternach - Steinfort | 0-3 | 8-25, 15-25, 12-25               |
| 29-10           | 80 Pétange - CHEV      | 3-0 | 25-19, 25-16, 25-16              |

| Quinta giornata |                         |     |                            |
|                 |                         |     |                            |
| 12-11           | RSR Walfer - Mamer      | 3-0 | 25-15, 25-22, 25-14        |
| 13-11           | GYM - Steinfort         | 3-1 | 25-14, 25-14, 23-25, 25-16 |
| 13-11           | CHEV - Bartréng         | 0-3 | 0-25, 0-25, 0-25           |
| 12-11           | 80 Pétange - Echternach | 3-0 | 25-7, 25-11, 25-12         |

| Sesta giornata |                        |     |                            |
|                |                        |     |                            |
| 19-11          | Steinfort - RSR Walfer | 1-3 | 14-25, 26-24, 11-25, 16-25 |
| 19-11          | Echternach - GYM       | 0-3 | 14-25, 12-25, 20-25        |
| 19-11          | Mamer - CHEV           | 3-0 | 25-10, 25-14, 25-7         |
| 20-11          | Bartréng - 80 Pétange  | 0-3 | 24-26, 16-25, 19-25        |

| Settima giornata |                       |     |                     |
|                  |                       |     |                     |
| 26-11            | RSR Walfer - GYM      | 3-0 | 25-20, 25-15, 32-30 |
| 26-11            | CHEV - Steinfort      | 0-3 | 11-25, 18-25, 20-25 |
| 26-11            | 80 Pétange - Mamer    | 0-3 | 18-25, 14-25, 18-25 |
| 26-11            | Echternach - Bartréng | 0-3 | 4-25, 10-25, 16-25  |

| Ottava giornata |                         |     |                                   |
|                 |                         |     |                                   |
| 03-12           | Echternach - RSR Walfer | 0-3 | 23-25, 16-25, 21-25               |
| 03-12           | CHEV - GYM              | 0-3 | 18-25, 29-31, 17-25               |
| 03-12           | 80 Pétange - Steinfort  | 3-2 | 22-25, 25-18, 25-14, 20-25, 15-12 |
| 03-12           | Bartréng - Mamer        | 0-3 | 22-25, 13-25, 12-25               |

| Nona giornata |                      |     |                     |
|               |                      |     |                     |
| 10-12         | RSR Walfer - CHEV    | 3-0 | 25-10, 25-19, 25-13 |
| 11-12         | GYM - 80 Pétange     | 3-0 | 25-13, 25-17, 25-12 |
| 10-12         | Steinfort - Bartréng | 0-3 | 21-25, 19-25, 19-25 |
| 10-12         | Mamer - Echternach   | 3-0 | 25-5, 25-11, 25-16  |

| Decima giornata |                         |     |                     |
|                 |                         |     |                     |
| 17-12           | RSR Walfer - 80 Pétange | 3-0 | 25-23, 25-20, 25-15 |
| 17-12           | Bartréng - GYM          | 0-3 | 14-25, 15-25, 11-25 |
| 17-12           | Mamer - Steinfort       | 3-0 | 25-19, 25-19, 25-15 |
| 11-01           | Echternach - CHEV       | 0-3 | 20-25, 11-25, 22-25 |

| Undicesima giornata |                        |     |                                   |
|                     |                        |     |                                   |
| 14-01               | RSR Walfer - Bartréng  | 3-0 | 25-9, 25-12, 25-22                |
| 14-01               | GYM - Mamer            | 2-3 | 17-25, 25-22, 21-25, 25-20, 11-15 |
| 14-01               | Steinfort - Echternach | 3-0 | 25-17, 27-25, 25-16               |
| 15-01               | CHEV - 80 Pétange      | 0-3 | 14-25, 25-27, 13-25               |

| Dodicesima giornata |                         |     |                                   |
|                     |                         |     |                                   |
| 21-01               | Mamer - RSR Walfer      | 3-2 | 23-25, 25-20, 22-25, 28-26, 15-11 |
| 21-01               | Steinfort - GYM         | 2-3 | 20-25, 16-25, 26-24, 27-25, 11-15 |
| 21-01               | Bartréng - CHEV         | 3-1 | 23-25, 25-20, 25-13, 25-14        |
| 21-01               | Echternach - 80 Pétange | 0-3 | 7-25, 13-25, 15-25                |

| Tredicesima giornata |                        |     |                                   |
|                      |                        |     |                                   |
| 28-01                | RSR Walfer - Steinfort | 3-0 | 25-7, 25-12, 25-13                |
| 29-01                | GYM - Echternach       | 3-0 | 25-12, 25-14, 25-12               |
| 29-01                | CHEV - Mamer           | 0-3 | 18-25, 19-25, 15-25               |
| 28-01                | 80 Pétange - Bartréng  | 3-2 | 16-25, 14-25, 25-15, 25-21, 16-14 |

| Quattordicesima giornata |                       |     |                                   |
|                          |                       |     |                                   |
| 04-02                    | GYM - RSR Walfer      | 1-3 | 10-25, 19-25, 27-25, 21-25        |
| 04-02                    | Steinfort - CHEV      | 2-3 | 18-25, 24-26, 25-13, 28-26, 12-15 |
| 04-02                    | Mamer - 80 Pétange    | 3-0 | 25-20, 25-21, 25-15               |
| 04-02                    | Bartréng - Echternach | 3-0 | 25-15, 25-13, 25-12               |

#### Classifica
| Pos. | Squadra    | Pt | G  | V  | P  | SV | SP | Ratio | PF    | PS    | Ratio |
| ---- | ---------- | -- | -- | -- | -- | -- | -- | ----- | ----- | ----- | ----- |
| 1.   | RSR Walfer | 40 | 14 | 13 | 1  | 41 | 5  | 8,200 | 1 138 | 784   | 1,452 |
| 2.   | Mamer      | 35 | 14 | 12 | 2  | 38 | 11 | 3,455 | 1 132 | 882   | 1,283 |
| 3.   | GYM        | 32 | 14 | 11 | 3  | 36 | 16 | 2,250 | 1 208 | 977   | 1,236 |
| 4.   | 80 Pétange | 19 | 14 | 7  | 7  | 22 | 25 | 0,880 | 961   | 969   | 0,992 |
| 5.   | Bartréng   | 18 | 14 | 6  | 8  | 22 | 27 | 0,815 | 994   | 959   | 1,036 |
| 6.   | Steinfort  | 16 | 14 | 4  | 10 | 22 | 30 | 0,733 | 1 033 | 1 132 | 0,913 |
| 7.   | CHEV       | 8  | 14 | 3  | 11 | 10 | 35 | 0,286 | 776   | 1 076 | 0,721 |
| 8.   | Echternach | 0  | 14 | 0  | 14 | 0  | 42 | 0,000 | 589   | 1 052 | 0,560 |

      Qualificata ai play-off scudetto
      Qualificata ai play-out retrocessione

### Play-off scudetto

#### Tabellone
|  | Semifinali | Semifinali | Semifinali | Semifinali | Semifinali |   |            | Finale          | Finale          | Finale          | Finale | Finale |  |
|  |            |            |            |            |            |   |            |                 |                 |                 |        |        |  |
|  | 1          | RSR Walfer | 3          | 3          |            |   |            |                 |                 |                 |        |        |  |
|  | 1          | RSR Walfer | 3          | 3          |            |   |            |                 |                 |                 |        |        |  |
|  | 4          | 80 Pétange | 0          | 1          |            |   |            |                 |                 |                 |        |        |  |
|  | 4          | 80 Pétange | 0          | 1          |            | 1 | RSR Walfer | 3               | 3               |                 |        |        |  |
|  |            |            |            |            |            | 1 | RSR Walfer | 3               | 3               |                 |        |        |  |
|  |            |            | 3          | GYM        | 1          | 2 |            |                 |                 |                 |        |        |  |
|  | 2          | Mamer      | 3          | GYM        | 1          | 2 | 1          | 0               |                 |                 |        |        |  |
|  | 2          | Mamer      |            |            |            |   | 1          | 0               |                 |                 |        |        |  |
|  | 3          | GYM        | 3          | 3          |            |   |            | Finale 3º posto | Finale 3º posto | Finale 3º posto |        |        |  |
|  | 3          | GYM        | 3          | 3          |            |   |            |                 |                 |                 |        |        |  |
|  |            |            |            |            |            |   |            |                 |                 |                 |        |        |  |
|  |            |            |            |            |            |   |            | 4               | 80 Pétange      | 0               |        |        |  |
|  |            |            |            |            |            |   |            | 4               | 80 Pétange      | 0               |        |        |  |
|  |            |            |            |            |            |   |            | 2               | Mamer           | 3               |        |        |  |

#### Risultati

##### Semifinali
| Gara 1 |                         |     |                            |
|        |                         |     |                            |
| 04-03  | RSR Walfer - 80 Pétange | 3-0 | 25-23, 25-12, 26-24        |
| 04-03  | Mamer - GYM             | 1-3 | 25-21, 18-25, 19-25, 21-25 |

| Gara 2 |                         |     |                           |
|        |                         |     |                           |
| 11-03  | 80 Pétange - RSR Walfer | 1-3 | 25-19, 18-25, 19-25, 9-25 |
| 11-03  | GYM - Mamer             | 3-0 | 25-19, 25-17, 25-16       |

##### Finale 3º posto
| Gara 1 |                    |     |                     |
|        |                    |     |                     |
| 31-03  | Mamer - 80 Pétange | 3-0 | 25-16, 25-19, 27-25 |

##### Finale
| Gara 1 |                  |     |                            |
|        |                  |     |                            |
| 15-04  | RSR Walfer - GYM | 3-1 | 22-25, 27-25, 25-15, 25-14 |

| Gara 2 |                  |     |                                  |
|        |                  |     |                                  |
| 22-04  | GYM - RSR Walfer | 2-3 | 25-20, 20-25, 20-25, 25-20, 8-15 |

### Play-out retrocessione

#### Risultati
| Prima giornata |                        |     |                            |
|                |                        |     |                            |
| 04-03          | CHEV - Bartréng        | 1-3 | 16-25, 27-25, 22-25, 15-25 |
| 04-03          | Echternach - Steinfort | 0-3 | 10-25, 16-25, 16-25        |

| Seconda giornata |                       |     |                            |
|                  |                       |     |                            |
| 12-03            | Bartréng - Echternach | 3-0 | 25-14, 25-18, 25-16        |
| 11-03            | Steinfort - CHEV      | 3-1 | 25-14, 25-19, 22-25, 25-13 |

| Terza giornata |                      |     |                                   |
|                |                      |     |                                   |
| 19-03          | Steinfort - Bartréng | 2-3 | 25-21, 17-25, 14-25, 25-19, 12-15 |
| 18-03          | Echternach - CHEV    | 0-3 | 16-25, 24-26, 15-25               |

| Quarta giornata |                       |     |                            |
|                 |                       |     |                            |
| 16-04           | CHEV - Steinfort      | 3-1 | 28-26, 25-20, 16-25, 25-11 |
| 15-04           | Echternach - Bartréng | 0-3 | 14-25, 16-25, 18-25        |

| Quinta giornata |                        |     |                            |
|                 |                        |     |                            |
| 22-04           | Bartréng - CHEV        | 3-0 | 25-15, 25-18, 25-21        |
| 23-04           | Steinfort - Echternach | 3-1 | 18-25, 25-23, 25-13, 25-21 |

| Sesta giornata |                      |     |                                   |
|                |                      |     |                                   |
| 30-04          | Bartréng - Steinfort | 3-2 | 25-17, 21-25, 25-20, 14-25, 15-10 |
| 30-04          | CHEV - Echternach    | 3-0 | 25-14, 25-22, 25-20               |

#### Classifica
| Pos. | Squadra    | Pt | G  | V  | P  | SV | SP | Ratio | PF    | PS    | Ratio |
| ---- | ---------- | -- | -- | -- | -- | -- | -- | ----- | ----- | ----- | ----- |
| 5.   | Bartréng   | 34 | 20 | 12 | 8  | 40 | 32 | 1,250 | 1 524 | 1 379 | 1,105 |
| 6.   | Steinfort  | 27 | 20 | 7  | 13 | 36 | 41 | 0,878 | 1 570 | 1 626 | 0,966 |
| 7.   | CHEV       | 17 | 20 | 6  | 14 | 21 | 45 | 0,467 | 1 226 | 1 541 | 0,796 |
| 8.   | Echternach | 0  | 20 | 0  | 20 | 1  | 60 | 0,017 | 920   | 1 521 | 0,605 |

      Retrocessa in Division 1

## Classifica finale
| Pos | Squadra    | Qualificazione       |
| --- | ---------- | -------------------- |
|     | RSR Walfer |                      |
| 2   | GYM        |                      |
| 3   | Mamer      |                      |
| 4   | 80 Pétange |                      |
| 5   | Bartréng   |                      |
| 6   | Steinfort  |                      |
| 7   | CHEV       |                      |
| 8   | Echternach | Division 1 2023-2024 |